# Gairo (Distrikt)
Gairo ist ein Distrikt der Region Morogoro in Tansania mit dem Verwaltungssitz in der Stadt Gairo. Der Distrikt grenzt im Norden an die Regionen Manyara und Tanga, im Osten an den Distrikt Mvomero, im Süden an den Distrikt Kilosa und im Westen an die Region Dodoma.

## Geographie
Der Distrikt hat eine Größe von 1851 Quadratkilometern und 258.205 Einwohner (Volkszählung 2022). Das Land wird in drei Zonen gegliedert: Die Ebenen der Flusstäler, das Hochplateau und die Gebirgszone. Das Hochplateau, auf dem auch die Hauptstadt Gairo liegt, hat eine Höhe von 1100 bis 1300 Meter über dem Meer. Die Ukaguru- und Unguu-Berge steigen bis 2200 Meter an. Das Klima ist warm und gemäßigt, Cwa nach der effektiven Klimaklassifikation. Im Jahresdurchschnitt fallen 600 bis 1200 Millimeter Regen, wenig im Flachland und mehr im Gebirge. Kurze Regenschauer fallen von Oktober bis Dezember, längere Niederschläge gibt es von Februar bis Mai. Von Mitte Mai bis Oktober ist es sehr trocken. Die Temperatur hängt stark von der Lage ab und variiert von 25 bis 30 Grad Celsius, wobei der Juli der kälteste und der Januar der wärmste Monat im Jahreslauf ist.

## Geschichte
Gairo wurde im Jahr 2012 durch Abtrennung vom Distrikt Kilosa geschaffen.

## Verwaltungsgliederung
Der Distrikt besteht aus 18 Bezirken (Wards):
- Chagongwe
- Chakwale
- Chanjale
- Chigela
- Gairo
- Idibo
- Italagwe
- Iyogwe
- Kibedya
- Leshata
- Madege
- Magoweko
- Mandege
- Mkalama
- Msingisi
- Nongwe
- Rubeho
- Ukwamani

| Die Bevölkerungszahl von Gairo stieg von 142.007 im Jahr 2002 auf 193.011 im Jahr 2012 und weiter auf 258.205 bei der Volkszählung 2022. Von den Über-Fünfjährigen sprach die Hälfte Swahili, vier Prozent Swahili und Englisch, 46 Prozent waren Analphabeten (Stand 2012). - Bildung: In Gairo gibt es 62 Grundschulen und 12 weiterführende Schulen (Stand 2019). - Gesundheit: Für die medizinische Betreuung der Bevölkerung sorgen ein Distriktkrankenhaus, ein Gesundheitszentrum und 24 Apotheken (Stand 2015). - Wasser: Im Jahr 2015 wurden 54 Prozent der Bevölkerung mit sauberem und sicherem Wasser versorgt. | Die zur Anzeige dieser Grafik verwendete Erweiterung wurde dauerhaft deaktiviert. Wir arbeiten aktuell daran, diese und weitere betroffene Grafiken auf ein neues Format umzustellen. (Mehr dazu) |

| Mit einem Durchschnittseinkommen von jährlich 160.000 Tansanischen Schilling (umgerechnet 64 Euro) ist Gairo einer der ärmsten Distrikte von Tansania (Stand 2015). - Landwirtschaft: Die wichtigste wirtschaftliche Tätigkeit ist die Landwirtschaft, von den 37.000 Haushalten beschäftigen sich 32.500 mit dem Ackerbau, 18.000 halten auch Nutztiere. Im Durchschnitt bewirtschaftet eine Familie eine Fläche von 1,5 bis 3,5 Hektar. Meist werden Hirse, Erdnüsse, Mais, Reis, Maniok, Hülsenfrüchte und Kokosnüsse angebaut. Die am häufigsten gehaltenen Tiere sind Hühner, Rinder und Ziegen (Stand 2012). - Handel und Gewerbe: Es befinden sich keine Industrieunternehmen im Distrikt. Zimmereien, Ziegeleien, Schneidereien und Stickereien werden meist von Familienunternehmen betrieben, daneben gibt es kleine Baufirmen und Einzelhandelsgeschäfte. - Straßen: Durch den Distrikt verläuft die Nationalstraße T3 von Morogoro nach Dodoma. Insgesamt gibt es 959 Kilometer Straßen, von denen 27 Kilometer asphaltiert und 380 Kilometer geschottert sind, der Rest sind unbefestigte Straßen, die während der Regenzeit nur eingeschränkt passierbar sind (Stand 2015). | Die zur Anzeige dieser Grafik verwendete Erweiterung wurde dauerhaft deaktiviert. Wir arbeiten aktuell daran, diese und weitere betroffene Grafiken auf ein neues Format umzustellen. (Mehr dazu) |

## Wirtschaft und Infrastruktur

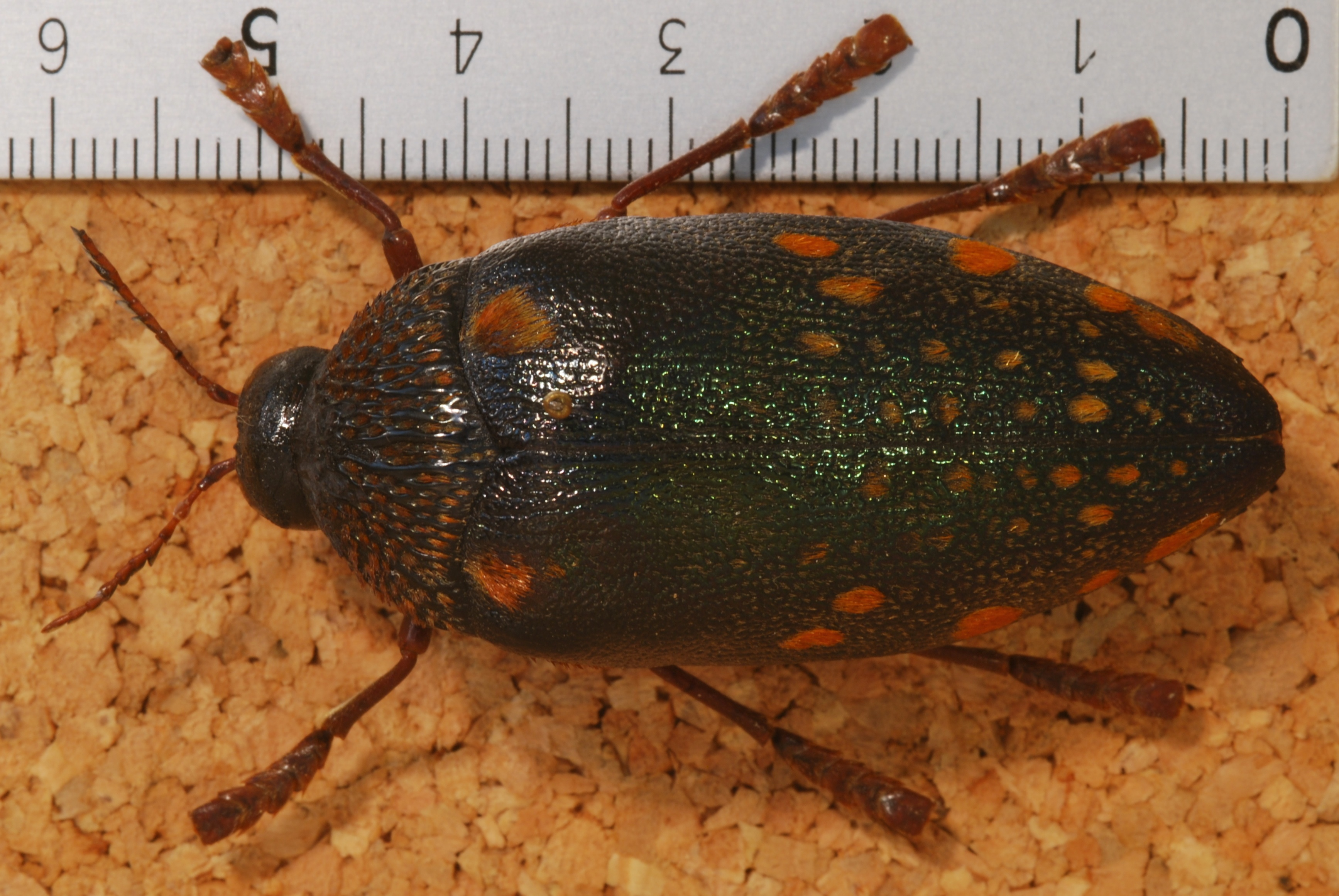
Edelsteinkäfer (Sternocera castanea boucardii)

## Sehenswürdigkeiten
- Ukaguru-Waldreservat: Die Ukaguru-Berge sind Teil der Eastern Arc Mountains und beherbergen 60 Vogelarten, darunter den endemisch vorkommenden Rubeho Warbler (Scepomycter rubehoensis). Daneben gibt es Affen, Buschbabys, seltene Insekten und endemisch vorkommende Pflanzen.[15][16]

## Sonstiges
- Schulpartnerschaft: Die Cradley Church of England Primary School unterhält seit 2010 eine Partnerschaft mit der Schule Gairo B.[17]
- Gairo-Virus: Im Jahr 2014 wurde ein neues Arenavirus, das von Mäusen übertragen wird, entdeckt und wegen seines ersten Auftretens Gairo-Virus genannt.[18]